# Anne Bédard
Pour les articles homonymes, voir Bédard.
 (mars 2021).
Si vous disposez d'ouvrages ou d'articles de référence ou si vous connaissez des sites web de qualité traitant du thème abordé ici, merci de compléter l'article en donnant les références utiles à sa vérifiabilité et en les liant à la section « Notes et références ».
Anne Bédard, née le 15 janvier 1960, est une actrice canadienne spécialisée dans le doublage. Elle est notamment la voix québécoise de Nicole Kidman, Maria Bello, Lena Headey, Diane Lane, Parker Posey, Courteney Cox, Laura Dern ainsi qu'une des voix de Kelly Preston, Rosanna Arquette, Ali Larter, Amanda Peet et Brooke Shields.

## Biographie
Anne Bédard est diplômée du Conservatoire d'art dramatique de Montréal, promotion 1982.

## Théâtre
- 2002- Lioubov Andréevna Ranevskaïa, La Cerisaie de Tchekhov dans une mise en scène de Daniel Paquette au Théâtre Denise-Pelletier.
- 2009- Éléonore, Le Cid de Corneille, dans une mise en scène de Daniel Paquette au Théâtre Denise-Pelletier.

## Filmographie
- 1980 - 1983 : Marisol (série télévisée) : Francesca, la sœur de Juan
- 1987 - 1990 : La Maison Deschênes (série télévisée) : Gabrielle
- 1987 - 1994 : Chop Suey (série télévisée) : Claude Jobin[4]
- 1990 : Desjardins (téléfilm) : Adrienne[5]
- 1995 - 2000 : Les Machos (série télévisée) : Sophie Vincent[6]

## Doublage

### Cinéma

#### Films
| - Nicole Kidman dans (28 films) : - Malice (1993) : Tracy Kennsinger - Ma vie (1993) : Gail Jones - Amour et Magie (1998) : Gillian Owens - Les Autres (2001) : Grace Stewart - Les Heures (2002) : Virginia Woolf - La Tache (2003) : Faunia Farley - Retour à Cold Mountain (2003) : Ada Monroe - Les Femmes de Stepford (2004) : Joanna Eberhart - La Naissance (2004) : Anna - L'Interprète (2005) : Sylvia Broome - Ma sorcière bien-aimée (2005) : Isabel Bigelow / Samantha Stephens - Fur - Un portrait imaginaire de Diane Arbus (2006) : Diane Arbus - L'Invasion (2007) : Carol Bennell - Neuf (2009) : Claudia Jenssen - Trou noir (2010) : Becca Corbett - Méchant menteur (2011) : Devlin Adams - Otages (2011) : Sarah Miller - Dans ses yeux (2015) : Claire Sloan - Génie (2016) : Aline Bernstein - Lion (2016) : Sue Brierley - Mise à mort du cerf sacré (2017) : Anna Murphy - Sous un autre jour (2017) : Yvonne Pendleton - Garçon effacé (2018) : Nancy Eamons - Aquaman (2018) : Atlanna - Destruction (2018) : Erin Belln - Scandale (2019) : Gretchen Carlson - L’Homme du Nord (2022) : la reine Gudrun - Aquaman et le Royaume perdu (2023) : Atlanna - Laura Dern dans (14 films) : - Rose Passion (1991) : Rose - Un sujet capital (1996) : Ruth Stoops - Docteur T et les Femmes (2000) : Peggy - Le chemin de nos foyers (2004) : Terry Linden - Tenderness (2009) : Teresa - La Petite Famille (2010) : Prudence - Nos étoiles contraires (2014) : Mme Lancaster - Wild (2014) : Bobbi - Éviction (2016) : Lynn Nash - Star Wars, épisode VIII : Les Derniers Jedi (2017) : Vice Amiral Holdo - Wilson (2017) : Pippi - Les quatre filles du Docteur March (2019) : Marmee March - Monde jurassique : La domination (2022) : Dr Ellie Sattler - Le fils (2022) : Kate Miller - Diane Lane dans (12 films) : - Jack (1996) : Karen Powell - La tempête (2000) : Christina Cotter-Shatford - L'Enjeu (2001) : Elizabeth Wilkes - Sous le soleil de Toscane (2003) : Frances - Doit aimer les chiens (2005) : Sarah Nolan - Hollywoodland (2006) : Toni Mannix - Introuvable (2008) : Jennifer Marsh - Le Temps d'un ouragan (2008) : Adrienne Willis - D’un coup, d’un seul (2008) : Carmen Colson - L'homme (2013) : Martha Kent - Trumbo (2015) : Cleo Trumbo - Batman v Superman : L'Aube de la justice (2016) : Martha Kent - Justice League (2017) : Martha Kent - Sérénité (2019) : Constance - Maria Bello dans (13 films) : - Coyote Ugly (2000) : Lil - Silver City: La montagne électorale (2004) : Nora Allardyce - L'assaut du Poste 13 (2005) : Dr Alex Sabian - The Sisters (2005) : Marcia Prior Glass - Une histoire de violence (2005) : Edie Stall - La petite Arabe (2007) : Gail Monahan - La Momie : La Tombe de l'empereur Dragon (2008) : Evelyn Carnahan-O'Connell - Grandes personnes (2010) : Sally Lamonsoff - Enlèvement (2011) : Mara Harper - Grandes personnes 2 (2013) : Sally Lamonsoff - Prisonniers (2013) : Grace Dover - Démoniaque (2015) : Dr Elizabeth Klein - La Cinquième Vague (2016) : Sergent Reznik - Courteney Cox dans (10 films) : - Ace Ventura mène l'enquête (1994) : Melissa Robinson - Frissons (1996) : Gale Weathers - Frissons 2 (1997) : Gale Weathers - Otage du jeu (1999) : Karina - Frissons 3 (2000) : Gale Weathers - 3000 Milles de Graceland (2001) : Cybil Waingrow - Histoires enchantées (2008) : Wendy - Frissons 4 (2011) : Gale Weathers - Frissons (2022) : Gale Weathers - Frissons VI (2022) : Gale Weathers - Parker Posey dans (9 films) : - Le Clou du Spectacle (2000) : Meg Swan - Josie et les Pussycats (2001) : Fiona - Soirée d'Anniversaire (2001) : Judy Adams - Les Grandes Retrouvailles (2003) : Sissy Knox - La force de l'attraction (2004) : Serena - Oh en Ohio (2006) : Priscilla Chase - Le Retour de Superman (2006) : Kitty Kowalski - Fay Grim: Les Secrets du Passé (2006) : Fay Grim - L'œil (2008) : Helen Wells - Des Vacances de Printemps d'Enfer (2009) : Becky - Lena Headey dans (9 films) : - Ripley s'amuse (2002) : Sarah Trevanny - Les Frères Grimm (2005) : Angelika Krauss - 300 (2006) : La reine Gorgô - École pour filles (2007) : Miss Dickinson - Le pouls de la vengeance (2009) : Elizabeth Clemson - Dredd 3D (2012) : Ma-Ma - La Cité des ténèbres : La Coupe mortelle (2013) : Jocelyne Fray - 300 : La Naissance d'un empire (2014) : La reine Gorgô - Orgueil et Préjugés et Zombies (2016) : Lady Catherine de Bourgh - Kelly Preston dans (6 films) : - La nuit la plus longue (1996) : Kelly Houge - L'Illuminé (1998) : Kate Newell - Au-delà du jeu et de l'amour (1999) : Jane Aubrey - Terre, champ de bataille (2000) : Chirk - Sky High: École des Super-Héros (2005) : Josie Stronghold / Jetstream - Condamnés à mort (2007) : Helen Hume - Olivia Williams dans (6 films) : - Peter Pan (2003) : Mme Darling - Le bon moment (2012) : La mère de Tessa - Week-end royal (2012) : Eleanor Roosevelt - Sabotage (2014) : Détective Caroline Brentwood - La carte des étoiles (2014) : Christina Weiss - Le père (2020) de Florian Zeller : Anne / Catherine - Lauren Holly dans : - La Cloche et l'Idiot (1994) : Mary Swanson - Femmes de rêve (1996) : Darian Smalls - Ce que femme veut (2000) : Gigi - Entre les mains de l'ennemi (2004) : Mme Rachel Travers - Les 12 coups de minuit (2015) : Elise - Lolita Davidovich dans : - Cobb (1994) : Ramona - De jungle en jungle (1997) : Charlotte - Les Liens du sang (Four Days) (1999) : Chrystal - Homicide à Hollywood (2003) : Cleo Ricard - Brooke Shields dans : - La Belle et le Léopard (1995) : Christine Shaye - Bob le majordome (2005) : Anne Jamieson - Petite vengeance poilue (2010) : Tammy Sanders - Les Lionnes (The Hot Flashes (en)) (2013) : Beth Humphrey - Rosanna Arquette dans : - Le protecteur traqué (1993) : Clydie Anderson - Dans l'Enfer du Ghetto (1998) : Liz McNeary - Face à la musique (1999) : Eva - Angela Featherstone dans : - Le Chanteur de noces (1998) : Linda - L'Entre-Mondes (2001) : Raven - Dissensions (2008) : Katie - Ali Larter dans : - La Maison de la colline hantée (1999) : Sara Wolfe (Jennifer Jenzen) - Blonde et légale (2001) : Brooke Taylor Windham - Jay et Bob contre-attaquent (2001) : Chrissy - Mary McCormack dans : - Mystery, Alaska (1999) : Donna Biebe - Dickie Roberts: Ex-enfant star (2003) : Grace Finney - 1408 (2007) : Lily Enslin - Amanda Peet dans : - Baises et conséquences (1999) : Jane Bannister - Igby en chute libre (2002) : Rachel - L'Ex (2006) : Sofia Kowalski - Jeanne Tripplehorn dans : - Les Portes du destin (1998) : Lydia - Mickey Belle Gueule (1999) : Gina Vitale - Les Vraies Valeurs (2000) : Miranda Frayle / Freda Birch - Paige Turco dans : - Drôle à mourir (1994) : Louise - Plan de match (2007) : Karen Kelly - Le Beau-père (2009) : Jackie Kerns | - Sean Young dans : - Blade Runner: Le Montage du Réalisateur (1982) : Rachel - Les Sœurs Amati (2000) : Christine - Lorraine Bracco dans : - Mes deux vies (1991) : Sheila Faxton - Le Rêve de Bobby (1992) : Mary - Joan Cusack dans : - Héros (1992) : Evelyn Laplante - Jouets (1992) : Alsatia Zevo - Joan Chen dans : - À l'ombre du Golden Gate (1994) : Marilyn Song - Juge Dredd (1995) : Docteur Ilsa Hayden - Bridgette Wilson dans : - Kombat Mortel (1995) : Sonya Blade - Le Pacte du silence (1997) : Elsa Shivers - Jayne Brook dans : - Ed (1996) : Lydia - La dernière danse (1996) : Jill - Kelly Lynch dans : - M. Magoo (1997) : Luanne - La camisole de force (2005) : Jean Price - Jordana Brewster dans : - Fast and Furious (2001) : Mia Toretto - Fast and Furious 4 (2009) : Mia Toretto - Julie Bowen dans : - Joe Quelqu'un (2001) : Megan - La fosse aux lions (2012) : Peaches O'Dell - Rachel Weisz dans : - L'ennemi aux portes (2001) : Tania Tchernova - La Peur dans la peau : L'Héritage de Bourne (2012) : Dr Marta Shearing - Lara Flynn Boyle dans : - Hommes en noir 2 (2002) : Serleena - Dans la mire du pouvoir (2006) : Première Dame - Embeth Davidtz dans : - Le Club des empereurs (2002) : Elizabeth - Fragments (2008) : Joan Laraby - Kristin Scott Thomas dans : - Deux Sœurs pour un roi (2008) : Lady Elizabeth Boleyn - Tomb Raider (2018) : Ana Miller - 1983 : Massacre au camp d'été : Meg (Katherine Kamhi) - 1984 : L'expérience de Philadelphie : Allison Hayes (Nancy Allen) - 1985 : Le Prix de l'exploit : Becky (Alexandra Paul) - 1987 : L'InterEspace : Wendy (Wendy Schaal) - 1988 : Nukie : Pamela Carter (Carin C. Tietze) - 1989 : Turner et Hooch : Dr Emily Carson (Mare Winningham) - 1989 : Freddy 5 : L'héritier du rêve : Greta Gibson (Erika Anderson) - 1989 : Cours d'Anatomie : Laurie Rorbach (Daphne Zuniga) - 1989 : La Mémoire assassinée : Sarah Paradis (Lisa Langlois) - 1990 : Coup double : Annie (Julia Campbell) - 1990 : La Fissure 2 : Le cauchemar reprend : Liz (Pamela Adlon) - 1990 : Tes affaires sont mes affaires : Jewel Bentley (Loryn Locklin) - 1990 : Passion Mortelle : Jennifer (Isabelle Truchon) - 1990 : Jeu d'enfants 2 : Joanne Simpson (Jenny Agutter) - 1990 : La Côte d'Adam : Lidiya (Svetlana Ryabova) - 1991 : Fais de l'air Fred : Elizabeth (Phoebe Cates) - 1991 : L'Amour tabou : Natalie (Saskia Reeves) - 1991 : La Fin de Freddy : L'Ultime Cauchemar : Maggie Burroughs (Lisa Zane) - 1991 : Prémonitions : Laurel (Catherine Mary Stewart) - 1992 : Kuffs : Maya Carlton (Milla Jovovich) - 1992 : Fleur de poison : Ivy (Drew Barrymore) - 1992 : Une ligue en jupons : Dottie Hinson (Geena Davis) - 1992 : Impardonnable : Delilah Fitzgerald (Anna Thomson) - 1992 : Détonateur Vivant : Molly (Amanda Foreman) - 1992 : Monsieur Samedi Soir : Annie Wells (Helen Hunt) - 1992 : Passager 57 : Marti Slayton (Alex Datcher) - 1992 : Baisers mortels à Palm Beach : Amanda (Melanie Tomlin) - 1993 : Larmes fatales : Miss Destiny Demeanor (Kathy Ireland) - 1993 : Kelly l'intrépide : Robin Banks (Melora Hardin) - 1993 : Digger (en) : Anna Corlett (Barbara Williams) - 1993 : Un Temps pour Aimer : Lill (Christianne Hirt) - 1993 : Les Croqueurs de Lotus : Cleo Kingswood (Tara Frederick) - 1994 : 8 secondes : Kellie Frost (Cynthia Geary) - 1994 : D2 : Les Mighty Ducks - Jeu de Puissance 2 : Marria (María Ellingsen) - 1994 : Ligue Majeure 2 : Flanery (Alison Doody) - 1994 : Wyatt Earp : Josie Marcus (Joanna Going) - 1994 : Le Masque : Tina Carlyle (Cameron Diaz) - 1994 : Milliardaire malgré lui : Yvonne Biasi (Bridget Fonda) - 1994 : Terre Sauvage : Mandy (Charlotte Ross) - 1994 : Évasion vers l'Eden : Lisa Emerson (Dana Delany) - 1994 : Les Petits Géants : Karen O'Shea (Mary Ellen Trainor) - 1994 : Combats d'élites : Loretta Vail (Liz MacRae) - 1995 : Pendant ton sommeil : Lucy Eleanor Moderatz (Sandra Bullock) - 1995 : Fantaisies au bout du fil : Barbara Gorton (Caroleen Feeney) - 1995 : Cœur de Vampire : Molly (Helene Clarkson) - 1995 : Deux crimes : Carmen (Leticia Huijara) - 1995 : Les billets verts : Delilah Benson (N'Bushe Wright) - 1995 : Fausse victime : Christine Henley (Michele Scarabelli (en)) - 1995 : La Planche du Diable : Julie (Elizabeth Lambert) - 1996 : Fleur de poison 2 : Lily : Angela Falk (Belinda Bauer) - 1996 : Mme Winterbourne : Patricia Winterbourne (Susan Haskell) - 1996 : Vibrations : Zina (Faye Grant) - 1996 : Multiplicité : Patti (Kari Coleman) - 1996 : Le Roi de la quille : Claudia (Vanessa Angel) - 1996 : Star Trek : Premier Contact : La Reine Borg (Alice Krige) - 1997 : Rétroactif : Karen (Kylie Travis) - 1997 : Duo Explosif : Dr Maria Trifioli (Valeria Cavalli) - 1997 : Le Tueur de Grosse Pointe : Amy (Ann Cusack) - 1997 : Le Plus Fou des deux : Elizabeth (Jessica Steen) - 1997 : Air Bagnards : Tricia Poe (Monica Potter) - 1997 : Embrasse-Moi Gino : Debbie (Jennifer Esposito) - 1997 : Le Péril : Rene Lessard (Zehra Leverman) - 1997 : L'homme-fusée : Julie Ford (Jessica Lundy) - 1997 : L'Avocat du diable : Marie-Ann Lomax (Charlize Theron) - 1997 : Mortal Kombat 2: L'Anéantissement : Sonya Blade (Sandra Hess) - 1998 : L'Histoire de mon Père : Betty (Susan Almgren) - 1998 : Un papa qui s'affiche : Brooke Anders (Jessica Tuck) - 1998 : Scandale en Direct : Natalie (Dawn Maxey) - 1998 : Fric d'Enfer : Inga (Christin Watson) - 1999 : Beautés fatales : Colleen Douglas (Nora Dunn) - 1999 : Les Rênes du pouvoir : Cela (Irène Jacob) - 2000 : Erin Brockovich : Theresa Dallavale (Veanne Cox) - 2000 : Le dernier arrêt : Maggie (P. Lynn Johnson) - 2000 : Highlander 4 : le Dernier Affront : Kate MacLeod / Faith (Lisa Barbuscia) - 2000 : De toute beauté : Joyce Parkins (Leslie Stefanson) - 2001 : Le Confort Des Objets : Catherine (Kathryn Winslow) - 2001 : Soldats sans bataille : Mme Berman (Elizabeth McGovern) - 2001 : L'Imposteur : Maya Olham (Madeleine Stowe) - 2001 : Poèmes pour Iris : Janet Stone, jeune (Juliet Aubrey) - 2002 : Libellule : Dr Emily Darrow (Susanna Thompson) - 2002 : 2001 : Une parodie de l'espace : Cassandra Menage (Ophélie Winter) - 2002 : Une ville près de la mer : Margery (Linda Emond) - 2002 : Joue-la comme Beckham : Paula Paxton (Juliet Stevenson) - 2002 : Oncle Roger : Donna (Mina Badie) - 2003 : Folies De Graduation: Le Mariage : Krystal (Nikki Ziering) - 2003 : Les petites bourgeoises : Roma Schleine (Heather Locklear) - 2003 : Film de peur 3 : Annie Logan (Denise Richards) - 2003 : Quelque chose d'inattendu : Kristen (KaDee Strickland) - 2004 : Le Journal d'une Princesse 2: Les Fiançailles royales : Suki Sanchez (Sandra Taylor) - 2005 : Cinderella Man : Lucille Gould (Linda Kash) - 2005 : Quatre filles et un jean : Lydia Rodman (Nancy Travis) - 2005 : Harry Potter et la Coupe de feu : Rita Skeeter (Miranda Richardson) - 2005 : Doom : Samantha Grimm (Rosamund Pike) - 2005 : Entre elles et lui : Rafi Gardet (Uma Thurman) - 2006 : Tristan et Yseult : Bragnae (Bronagh Gallagher) - 2006 : La Bête : Sara Jackson (Kate Connor) - 2007 : Au seuil de la mort : Valerie Stowe (Selina Giles) - 2007 : Le tout pour le tout - À nous la victoire : Pepper Driscoll (Lisa Glaze) - 2008 : De gré ou de force : Rhonda (Barbara Gates Wilson) - 2008 : Un amour de témoin : Hilary (Emily Nelson) - 2008 : Street Racer : Teddy (Jennifer Dorogi) - 2008 : Rien que la vérité : Molly Meyers (Angelica Torn) - 2009 : Street Fighter : La légende de Chun-Li : Détective Maya Sunee (Moon Bloodgood) - 2009 : Destin de femmes : Dr Stone (Amy Brenneman) - 2009 : Quand arrive l'amour : Cynthia (Michelle Harrison) - 2010 : La rage de vivre : Diane Hirsch (Lena Olin) - 2010 : Les Dames de Dagenham : Brenda (Andrea Riseborough) - 2011 : L'aventure de Noël de Beethoven : Christine (Kim Rhodes) - 2011 : La Veille du Nouvel An : Claire Morgan (Hilary Swank) - 2011 : Le Gardien d'enfants : Sandy Griffith (Jessica Hecht) - 2012 : Prometheus : Ford (Kate Dickie) - 2013 : Philomena : Sally Mitchell (Michelle Fairley) |

#### Films d'animation
- 2000 : Métal Hurlant F.A.K.K.2 : Julie
- 2001 : Monstres, Inc. : Mlle Flint
- 2008 : Dr Seuss: Horton entend un qui ! : Sally O'Malley, l'épouse du Maire

### Télévision

#### Téléfilms
- Sophie Gendron dans :
  - Un étranger parmi nous (2004) : Delia Winter
  - Pour l'amour d'Emily (2004) : Taylor
  - Démons du passé (2007) : Ellie Hollings
  - Complot Meurtrier (2007) : Karen
  - Les Deux Visages de Christie (2007) : Janet Michaels
  - Trop parfaite (2008) : Mary-Beth

- 1985 : Vivre à deux : Terry (Michele Scarabelli (en))
- 1991 : Meurtres en dentelle : Allie Holton (Jennifer Rubin)
- 1991 : The Reckoning : Andrea (Catherine Colvey)
- 1992 : Portrait Robot : Rayanne Whitfield (Sean Young)
- 1992 : Alana ou le futur imparfait : Tulista (Helen Jones (en))
- 1993 : Péril au 80e Parallèle : Capitaine Wilma De Groot (Catherine Mary Stewart)
- 1998 : Depuis ton Départ : Grace Williams (Lara Flynn Boyle)
- 1999 : Les Collecteurs : Détective Bailey (Catherine Oxenberg)
- 1999 : Droit au but : Denise Stanton (Kathryn Greenwood)
- 1999 : Les grands artistes: Mary Cassatt : Lois Cassatt (Cary Lawrence)
- 2001 : Courrier du cœur : Cathy Sherman (Rosanna Arquette)
- 2004 : Bébé à vendre : Nathalie Johnson (Dana Delany)
- 2005 : Bob le majordome : Anne Jamieson (Brooke Shields)
- 2011 : John A. : La naissance d'un pays : Anne Brown (Michelle Nolden)

#### Séries télévisées
- 1980 - 1985 : Chacun chez soi : Jackie Rush (Deborah Van Valkenburgh)
- 1987 : Degrassi : Erica Farrell (Angela Deiseach)
- 1987 - 1988 : Captain Power et les soldats du futur : Soaron (Deryck Hazel)
- 1993 : Les Chroniques de San Francisco : Binky Gruen (Meagen Fay) (mini-série)
- 1996 : Au gré du vent : Honey Sutton (Cynthia Belliveau)
- 2001 - 2004 : Bienvenue à Paradise Falls : Valerie Hunter (Marni Thompson)
- 2013 : Orange Is the New Black : Polly Harper (Maria Dizzia)
- 2013 : Le Château de cartes : Linda Vasquez (Sakina Jaffrey)